# Großer Preis von Deutschland 1988
Der Große Preis von Deutschland 1988 (offiziell Mobil 1 Grosser Preis von Deutschland) fand am 24. Juli auf dem Hockenheimring in Hockenheim statt und war das neunte Rennen der Formel-1-Weltmeisterschaft 1988.

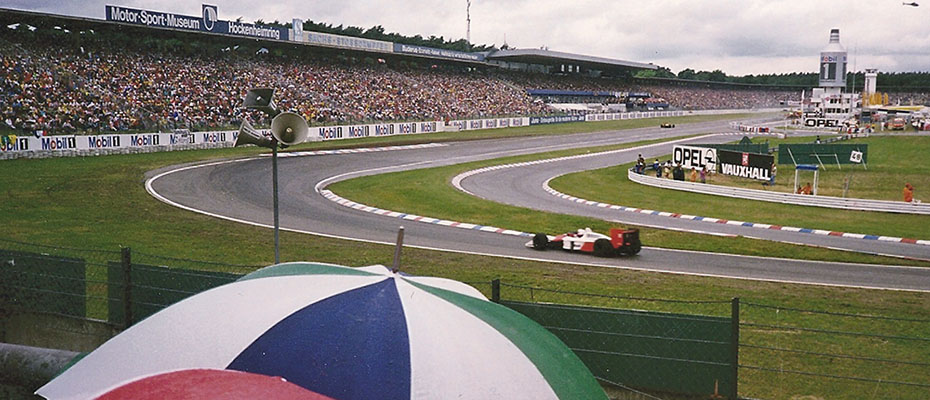
Grosser Preis von Deutschland in Hockenheim 1988

## Berichte

### Hintergrund
Hinsichtlich des Teilnehmerfeldes gab es keine Veränderung im Vergleich zum Großen Preis von Großbritannien zwei Wochen zuvor.
Mit Nelson Piquet (dreimal), Michele Alboreto, Alain Prost und René Arnox (jeweils einmal) traten drei ehemalige Sieger zu diesem Grand Prix an. Alboreto gewann dabei den Großen Preis von Deutschland 1985, als dieser auf dem Nürburgring ausgetragen wurde.

### Training
Mit deutlichem Abstand sicherte sich Ayrton Senna seine siebte Pole-Position des Jahres vor seinem McLaren-Teamkollegen Prost sowie den beiden Ferrari-Piloten Gerhard Berger und Alboreto. Es folgten Piquet und Alessandro Nannini in der dritten Startreihe.

### Rennen
Das ganze Wochenende über gab es Gewitter. Am Sonntagmorgen hörte der Regen auf, es gab jedoch Bedenken, welcher Reifentyp für das Rennen verwendet werden sollte. Am Ende starteten alle mit Regenreifen, mit Ausnahme von Piquet, der auf abtrocknende Strecke setzte.
Zu Beginn führte Senna, während Prost hinter Berger und einem schnell startenden Nannini zurückfiel. Piquets Risiko zahlte sich nicht aus, da er in der Ostkurve-Schikane durch Aquaplaning von der Strecke abkam, gegen die Leitplanken prallte und zurück an die Box fuhr, um aufzugeben. Prost überholte Nannini in Runde acht erneut, während Philippe Alliot, der wegen Slick-Reifen an die Box gegangen war, in Runde neun seinen Lola in der Ostkurve drehte und Senna erlaubte, ihn zu überrunden. Prost überholte Berger in Runde 12 als Zweiter, zu diesem Zeitpunkt hatte Senna bereits 12 Sekunden Vorsprung.
Senna und Prost behielten ihren Doppelsieg bis zur Zielflagge bei, trotz eines späten Drehers des Franzosen aus der Ostkurve. Es war Sennas fünfter Saisonsieg und der sechste Doppelsieg für McLaren. Mit dem Sieg rückte der Brasilianer in der Fahrerwertung bis auf drei Punkte an Prost heran. Die beiden Ferrari-Piloten Berger und Alboreto belegten die Plätze drei und vier vor Ivan Capelli und Thierry Boutsen.
Mansell schied vom siebten Platz aus mit einem Dreher aus, nachdem ein gebrochener Bolzen sein Getriebe blockiert hatte. Bernd Schneider erzielte bei seinem Heimrennen sein erstes Grand-Prix-Ergebnis und belegte den 12. Platz, was für das Zakspeed-Team die höchste Platzierung der Saison war.

## Meldeliste
| Team                           | Nr. | Fahrer             | Chassis           | Motor                    | Reifen |
| ------------------------------ | --- | ------------------ | ----------------- | ------------------------ | ------ |
| Camel Team Lotus Honda         | 01  | Nelson Piquet      | Lotus 100T        | Honda RA168E 1.5 V6t     | G      |
| Camel Team Lotus Honda         | 02  | Satoru Nakajima    | Lotus 100T        | Honda RA168E 1.5 V6t     | G      |
| Tyrrell Racing Organisation    | 03  | Jonathan Palmer    | Tyrrell 017       | Ford Cosworth DFZ 3.5 V8 | G      |
| Tyrrell Racing Organisation    | 04  | Julian Bailey      | Tyrrell 017       | Ford Cosworth DFZ 3.5 V8 | G      |
| Canon Williams Team            | 05  | Nigel Mansell      | Williams FW12     | Judd CV 3.5 V8           | G      |
| Canon Williams Team            | 06  | Riccardo Patrese   | Williams FW12     | Judd CV 3.5 V8           | G      |
| West Zakspeed Racing           | 09  | Piercarlo Ghinzani | Zakspeed 881      | Zakspeed 1500/4 1.5 L4t  | G      |
| West Zakspeed Racing           | 10  | Bernd Schneider    | Zakspeed 881      | Zakspeed 1500/4 1.5 L4t  | G      |
| Honda Marlboro McLaren         | 11  | Alain Prost        | McLaren MP4/4     | Honda RA168E 1.5 V6t     | G      |
| Honda Marlboro McLaren         | 12  | Ayrton Senna       | McLaren MP4/4     | Honda RA168E 1.5 V6t     | G      |
| AGS Racing                     | 14  | Philippe Streiff   | AGS JH23          | Ford Cosworth DFZ 3.5 V8 | G      |
| Leyton House March Racing Team | 15  | Maurício Gugelmin  | March 881         | Judd CV 3.5 V8           | G      |
| Leyton House March Racing Team | 16  | Ivan Capelli       | March 881         | Judd CV 3.5 V8           | G      |
| USF&G Arrows Megatron          | 17  | Derek Warwick      | Arrows A10B       | Megatron M12/13 1.5 L4t  | G      |
| USF&G Arrows Megatron          | 18  | Eddie Cheever      | Arrows A10B       | Megatron M12/13 1.5 L4t  | G      |
| Benetton Formula Ltd           | 19  | Alessandro Nannini | Benetton B188     | Ford Cosworth DFR 3.5 V8 | G      |
| Benetton Formula Ltd           | 20  | Thierry Boutsen    | Benetton B188     | Ford Cosworth DFR 3.5 V8 | G      |
| Osella Squadra Corse           | 21  | Nicola Larini      | Osella FA1L       | Osella 890T 1.5 V8t      | G      |
| Rial Racing                    | 22  | Andrea de Cesaris  | Rial ARC1         | Ford Cosworth DFZ 3.5 V8 | G      |
| Lois Minardi Team              | 23  | Pierluigi Martini  | Minardi M188      | Ford Cosworth DFZ 3.5 V8 | G      |
| Lois Minardi Team              | 24  | Luis Pérez-Sala    | Minardi M188      | Ford Cosworth DFZ 3.5 V8 | G      |
| Ligier Loto                    | 25  | René Arnoux        | Ligier JS31       | Judd CV 3.5 V8           | G      |
| Ligier Loto                    | 26  | Stefan Johansson   | Ligier JS31       | Judd CV 3.5 V8           | G      |
| Scuderia Ferrari SpA SEFAC     | 27  | Michele Alboreto   | Ferrari F1-87/88C | Ferrari 033E 1.5 V6t     | G      |
| Scuderia Ferrari SpA SEFAC     | 28  | Gerhard Berger     | Ferrari F1-87/88C | Ferrari 033E 1.5 V6t     | G      |
| Larrousse Calmels              | 29  | Yannick Dalmas     | Lola LC88         | Ford Cosworth DFZ 3.5 V8 | G      |
| Larrousse Calmels              | 30  | Philippe Alliot    | Lola LC88         | Ford Cosworth DFZ 3.5 V8 | G      |
| Coloni SpA                     | 31  | Gabriele Tarquini  | Coloni FC188      | Ford Cosworth DFZ 3.5 V8 | G      |
| EuroBrun Racing                | 32  | Oscar Larrauri     | EuroBrun ER188    | Ford Cosworth DFZ 3.5 V8 | G      |
| EuroBrun Racing                | 33  | Stefano Modena     | EuroBrun ER188    | Ford Cosworth DFZ 3.5 V8 | G      |
| BMS Scuderia Italia            | 36  | Alex Caffi         | Dallara F188      | Ford Cosworth DFZ 3.5 V8 | G      |

## Klassifikationen

### Qualifying
| Pos. | Fahrer             | Konstrukteur    | Vorqualifikation | Vorqualifikation  | 1. Qualifikationstraining | 1. Qualifikationstraining | 2. Qualifikationstraining | 2. Qualifikationstraining | Start |
| Pos. | Fahrer             | Konstrukteur    | Zeit             | Ø-Geschwindigkeit | Zeit                      | Ø-Geschwindigkeit         | Zeit                      | Ø-Geschwindigkeit         | Start |
| ---- | ------------------ | --------------- | ---------------- | ----------------- | ------------------------- | ------------------------- | ------------------------- | ------------------------- | ----- |
| 01   | Ayrton Senna       | McLaren-Honda   | –                | –                 | 1:44,596                  | 233,940 km/h              | 1:50,002                  | 222,443 km/h              | 01    |
| 02   | Alain Prost        | McLaren-Honda   | –                | –                 | 1:44,873                  | 233,322 km/h              | 1:45,868                  | 231,129 km/h              | 02    |
| 03   | Gerhard Berger     | Ferrari         | –                | –                 | 1:46,115                  | 230,591 km/h              | 1:46,431                  | 229,907 km/h              | 03    |
| 04   | Michele Alboreto   | Ferrari         | –                | –                 | 1:47,154                  | 228,355 km/h              | 1:47,418                  | 227,794 km/h              | 04    |
| 05   | Nelson Piquet      | Lotus-Honda     | –                | –                 | 1:47,702                  | 227,194 km/h              | 1:47,681                  | 227,238 km/h              | 05    |
| 06   | Alessandro Nannini | Benetton-Ford   | –                | –                 | 1:48,223                  | 226,100 km/h              | 1:48,208                  | 226,131 km/h              | 06    |
| 07   | Ivan Capelli       | March-Judd      | –                | –                 | 1:48,703                  | 225,101 km/h              | 1:49,750                  | 222,954 km/h              | 07    |
| 08   | Satoru Nakajima    | Lotus-Honda     | –                | –                 | 1:49,359                  | 223,751 km/h              | 1:48,781                  | 224,940 km/h              | 08    |
| 09   | Thierry Boutsen    | Benetton-Ford   | –                | –                 | 1:48,837                  | 224,824 km/h              | 1:49,966                  | 222,516 km/h              | 09    |
| 10   | Maurício Gugelmin  | March-Judd      | –                | –                 | 1:49,511                  | 223,441 km/h              | 1:49,645                  | 223,167 km/h              | 10    |
| 11   | Nigel Mansell      | Williams-Judd   | –                | –                 | 1:49,880                  | 222,690 km/h              | 1:50,673                  | 221,095 km/h              | 11    |
| 12   | Derek Warwick      | Arrows-Megatron | –                | –                 | 1:50,459                  | 221,523 km/h              | 1:50,978                  | 220,487 km/h              | 12    |
| 13   | Riccardo Patrese   | Williams-Judd   | –                | –                 | 1:51,105                  | 220,235 km/h              | 1:50,719                  | 221,003 km/h              | 13    |
| 14   | Andrea de Cesaris  | Rial-Ford       | –                | –                 | 1:51,004                  | 220,435 km/h              | 1:51,859                  | 218,750 km/h              | 14    |
| 15   | Eddie Cheever      | Arrows-Megatron | –                | –                 | 1:51,385                  | 219,681 km/h              | 1:51,171                  | 220,104 km/h              | 15    |
| 16   | Philippe Streiff   | AGS-Ford        | –                | –                 | 1:52,348                  | 217,798 km/h              | 1:51,642                  | 219,176 km/h              | 16    |
| 17   | René Arnoux        | Ligier-Judd     | –                | –                 | 1:54,139                  | 214,381 km/h              | 1:52,080                  | 218,319 km/h              | 17    |
| 18   | Nicola Larini      | Osella          | 1:52,321         | 217,851 km/h      | 1:52,203                  | 218,080 km/h              | 1:52,168                  | 218,148 km/h              | 18    |
| 19   | Alex Caffi         | Dallara-Ford    | 1:53,031         | 216,482 km/h      | 1:52,469                  | 217,564 km/h              | 1:52,277                  | 217,936 km/h              | 19    |
| 20   | Philippe Alliot    | Lola-Ford       | –                | –                 | 1:52,293                  | 217,905 km/h              | 1:52,629                  | 217,255 km/h              | 20    |
| 21   | Yannick Dalmas     | Lola-Ford       | –                | –                 | 1:52,795                  | 216,935 km/h              | 1:52,436                  | 217,628 km/h              | 21    |
| 22   | Bernd Schneider    | Zakspeed        | –                | –                 | 1:52,696                  | 217,126 km/h              | 1:52,664                  | 217,187 km/h              | 22    |
| 23   | Piercarlo Ghinzani | Zakspeed        | –                | –                 | 1:52,674                  | 217,168 km/h              | 1:57,241                  | 208,709 km/h              | 23    |
| 24   | Jonathan Palmer    | Tyrrell-Ford    | –                | –                 | 1:53,238                  | 216,086 km/h              | 1:52,908                  | 216,718 km/h              | 24    |
| 25   | Stefano Modena     | EuroBrun-Ford   | 1:54,317         | 214,047 km/h      | 1:52,998                  | 216,545 km/h              | 1:53,904                  | 214,823 km/h              | 25    |
| 26   | Oscar Larrauri     | EuroBrun-Ford   | 1:54,184         | 214,296 km/h      | 1:53,832                  | 214,959 km/h              | 1:53,043                  | 216,459 km/h              | 26    |
| DNQ  | Luis Pérez-Sala    | Minardi-Ford    | –                | –                 | 1:53,356                  | 215,862 km/h              | 1:53,673                  | 215,260 km/h              | –     |
| DNQ  | Stefan Johansson   | Ligier-Judd     | –                | –                 | 1:54,717                  | 213,301 km/h              | 1:53,507                  | 215,574 km/h              | –     |
| DNQ  | Julian Bailey      | Tyrrell-Ford    | –                | –                 | 1:53,674                  | 215,258 km/h              | 1:53,576                  | 215,443 km/h              | –     |
| DNQ  | Pierluigi Martini  | Minardi-Ford    | –                | –                 | 1:53,720                  | 215,171 km/h              | 1:53,596                  | 215,405 km/h              | –     |
| DNPQ | Gabriele Tarquini  | Coloni-Ford     | 1:54,358         | 213,970 km/h      | keine Zeit                | –                         | keine Zeit                | –                         | –     |

### Rennen
| Pos. | Fahrer             | Konstrukteur    | Runden | Stopps | Zeit        | Start | Schnellste Runde |
| ---- | ------------------ | --------------- | ------ | ------ | ----------- | ----- | ---------------- |
| 01   | Ayrton Senna       | McLaren-Honda   | 44     | 0      | 1:32:54,188 | 01    | 2:05,001         |
| 02   | Alain Prost        | McLaren-Honda   | 44     | 0      | + 13,609    | 02    | 2:04,888         |
| 03   | Gerhard Berger     | Ferrari         | 44     | 0      | + 52,095    | 03    | 2:05,735         |
| 04   | Michele Alboreto   | Ferrari         | 44     | 0      | + 1:40,912  | 04    | 2:05,704         |
| 05   | Ivan Capelli       | March-Judd      | 44     | 0      | + 1:49,606  | 07    | 2:06,833         |
| 06   | Thierry Boutsen    | Benetton-Ford   | 43     | 0      | + 1 Runde   | 09    | 2:07,273         |
| 07   | Derek Warwick      | Arrows-Megatron | 43     | 0      | + 1 Runde   | 12    | 2:07,545         |
| 08   | Maurício Gugelmin  | March-Judd      | 43     | 0      | + 1 Runde   | 10    | 2:06,946         |
| 09   | Satoru Nakajima    | Lotus-Honda     | 43     | 0      | + 1 Runde   | 08    | 2:07,242         |
| 10   | Eddie Cheever      | Arrows-Megatron | 43     | 0      | + 1 Runde   | 15    | 2:07,388         |
| 11   | Jonathan Palmer    | Tyrrell-Ford    | 43     | 0      | + 1 Runde   | 24    | 2:08,507         |
| 12   | Bernd Schneider    | Zakspeed        | 43     | 0      | + 1 Runde   | 22    | 2:09,142         |
| 13   | Andrea de Cesaris  | Rial-Ford       | 42     | 0      | + 2 Runden  | 14    | 2:05,413         |
| 14   | Piercarlo Ghinzani | Zakspeed        | 42     | 0      | + 2 Runden  | 23    | 2:10,425         |
| 15   | Alex Caffi         | Dallara-Ford    | 42     | 0      | + 2 Runden  | 19    | 2:06,814         |
| 16   | Oscar Larrauri     | EuroBrun-Ford   | 42     | 0      | + 2 Runden  | 26    | 2:09,754         |
| 17   | René Arnoux        | Ligier-Judd     | 41     | 0      | + 3 Runden  | 17    | 2:11,241         |
| 18   | Alessandro Nannini | Benetton-Ford   | 40     | 1      | + 4 Runden  | 06    | 2:03,032         |
| –    | Yannick Dalmas     | Lola-Ford       | 39     | 0      | DNF         | 21    | 2:09,545         |
| –    | Philippe Streiff   | AGS-Ford        | 38     | 0      | DNF         | 16    | 2:08,812         |
| –    | Riccardo Patrese   | Williams-Judd   | 34     | 0      | DNF         | 13    | 2:08,191         |
| –    | Nicola Larini      | Osella          | 27     | 0      | DNF         | 18    | 2:09,715         |
| –    | Nigel Mansell      | Williams-Judd   | 16     | 0      | DNF         | 11    | 2:06,317         |
| –    | Stefano Modena     | EuroBrun-Ford   | 15     | 0      | DNF         | 25    | 2:13,447         |
| –    | Philippe Alliot    | Lola-Ford       | 8      | 0      | DNF         | 20    | 2:11,403         |
| –    | Nelson Piquet      | Lotus-Honda     | 1      | 0      | DNF         | 05    | 3:39,605         |

## WM-Stände nach dem Rennen
Die ersten sechs des Rennens bekamen 9, 6, 4, 3, 2 bzw. 1 Punkt(e). In der Fahrerwertung wurden die besten elf Resultate, in der Konstrukteurswertung alle Resultate gewertet.

### Fahrerwertung
| Pos. | Fahrer             | Konstrukteur    | Punkte |
| ---- | ------------------ | --------------- | ------ |
| 01   | Alain Prost        | McLaren-Honda   | 60     |
| 02   | Ayrton Senna       | McLaren-Honda   | 57     |
| 03   | Gerhard Berger     | Ferrari         | 25     |
| 04   | Michele Alboreto   | Ferrari         | 16     |
| 05   | Nelson Piquet      | Lotus-Honda     | 15     |
| 06   | Thierry Boutsen    | Benetton-Ford   | 12     |
| 07   | Derek Warwick      | Arrows-Megatron | 9      |
| 08   | Nigel Mansell      | Williams-Judd   | 6      |
| 09   | Alessandro Nannini | Benetton-Ford   | 6      |
| 10   | Jonathan Palmer    | Tyrrell-Ford    | 5      |
| 11   | Ivan Capelli       | March-Judd      | 4      |
| 12   | Andrea de Cesaris  | Rial-Ford       | 3      |
| 13   | Maurício Gugelmin  | March-Judd      | 3      |
| 14   | Satoru Nakajima    | Lotus-Honda     | 1      |
| 15   | Riccardo Patrese   | Williams-Judd   | 1      |
| 16   | Eddie Cheever      | Arrows-Megatron | 1      |

| Pos. | Fahrer             | Konstrukteur  | Punkte |
| ---- | ------------------ | ------------- | ------ |
| 17   | Pierluigi Martini  | Minardi-Ford  | 1      |
| 18   | Yannick Dalmas     | Lola-Ford     | 0      |
| 19   | Gabriele Tarquini  | Coloni-Ford   | 0      |
| 20   | Stefan Johansson   | Ligier-Judd   | 0      |
| 21   | Alex Caffi         | Dallara-Ford  | 0      |
| 22   | Nicola Larini      | Osella        | 0      |
| 23   | Julian Bailey      | Tyrrell-Ford  | 0      |
| 24   | Philippe Streiff   | AGS-Ford      | 0      |
| 25   | Philippe Alliot    | Lola-Ford     | 0      |
| 26   | Luis Pérez-Sala    | Minardi-Ford  | 0      |
| 27   | Stefano Modena     | EuroBrun-Ford | 0      |
| 28   | Bernd Schneider    | Zakspeed      | 0      |
| 29   | Oscar Larrauri     | EuroBrun-Ford | 0      |
| 30   | Piercarlo Ghinzani | Zakspeed      | 0      |
| 31   | Adrián Campos      | Minardi-Ford  | 0      |
| 32   | René Arnoux        | Ligier-Judd   | 0      |

### Konstrukteurswertung
| Pos. | Konstrukteur    | Punkte |
| ---- | --------------- | ------ |
| 01   | McLaren-Honda   | 117    |
| 02   | Ferrari         | 41     |
| 03   | Benetton-Ford   | 18     |
| 04   | Lotus-Honda     | 16     |
| 05   | Arrows-Megatron | 10     |
| 06   | Williams-Judd   | 7      |
| 07   | March-Judd      | 7      |
| 08   | Tyrrell-Ford    | 5      |
| 09   | Rial-Ford       | 3      |

| Pos. | Konstrukteur  | Punkte |
| ---- | ------------- | ------ |
| 10   | Minardi-Ford  | 1      |
| 11   | Lola-Ford     | 0      |
| 12   | Coloni-Ford   | 0      |
| 13   | Ligier-Judd   | 0      |
| 14   | Dallara-Ford  | 0      |
| 15   | Osella        | 0      |
| 16   | AGS-Ford      | 0      |
| 17   | EuroBrun-Ford | 0      |
| 18   | Zakspeed      | 0      |